# Laura Winther Møller
Laura Winther Møller er en dansk skuespillerinde som bl.a. har medvirket i filmen Hvidstens Gruppen instrueret i 2012 og i tv-serien Forbrydelsen III.